# Irene Vida Gala
Irene Vida Gala (São Paulo, 29 de setembro de 1961) é uma diplomata brasileira. Atualmente, é subchefe do Escritório de Representação do Itamaraty em São Paulo. Ao longo de sua trajetória profissional, especializou-se nas relações do Brasil com países do continente africano, bem como na temática de gênero nas relações internacionais. Tem constantemente apoiado esforços para a maior presença de mulheres na carreira diplomática.  Foi embaixadora do Brasil junto à República do Gana.

## Biografia
Nasceu na cidade de São Paulo, filha de Eleutério Gala e Maria Natércia Teixeira Vida Gala.

### Formação Acadêmica
Em 1983, graduou-se em Direito pela Universidade de São Paulo. Já em 2002, concluiu mestrado em Relações Internacionais pela Universidade de Brasília.

## Carreira diplomática
Em 1986, ingressou na carreira diplomática, no cargo de Terceira Secretária, após ter concluído o Curso de Preparação à Carreira de Diplomata do Instituto Rio Branco.
Foi inicialmente lotada na Divisão de África II. Em 1988, realizou missão, em caráter transitório na Embaixada do Brasil em Bissau. No ano seguinte, esteve como encarregada de Negócios na Embaixada do Brasil na cidade de Lusaca, a capital da Zâmbia. No ano de 1990, regressou ao Brasil, a fim de assumir a função de assistente no Departamento de África.
Em 1991, mudou-se para a cidade de Lisboa em Portugal, onde trabalhou na Embaixada do Brasil em Lisboa. No mesmo ano, foi promovida a segunda-secretária. Ao término de sua missão, foi removida para a Embaixada do Brasil em Luanda, tendo exercido o cargo de conselheira comissionada. Em 1996, foi lotada na Embaixada do Brasil em Pretória na África do Sul. No ano de 1998, foi promovida a primeira-secretária. Em seu regresso ao Brasil, no ano de 1999, foi nomeada chefe substituta da Divisão de África II, onde permaneceu até 2004. Em 2003, havia sido promovida a conselheira.
Em 2004, mudou-se para a Cidade de Nova Iorque nos Estados Unidos, onde exerceu a função de conselheira na missão do Brasil Junto à Organização das Nações Unidas. Defendeu, em 2006, tese no Curso de Altos Estudos do Instituto Rio Branco, intitulada "Relações Brasil-África no Governo Lula. A política externa como instrumento de ação afirmativa ... ainda que não só?", um dos requisitos necessários para a ascensão funcional na carreira diplomática. Foi aprovada com louvor. 
Em 2007, foi removida para a cidade de Roma na Itália, onde exerceu o cargo de cônsul-adjunta no Consulado-Geral do Brasil. No ano seguinte, o Ministério das Relações Exteriores promoveu-a a ministra de segunda-classe.
Entre os anos de 2011 e 2017, exerceu o cargo de Embaixadora do Brasil na República do Gana. No ano de 2014, foi promovida a ministra de Primeira Classe, mais alto cargo da carreira diplomática brasileira.
Em seu regresso ao Brasil, passou a ser subchefe do Escritório de Representação do Itamaraty na Cidade de São Paulo, cargo que atualmente ocupa.

## Condecorações[3]
- Ordem do Mérito da Defesa, Brasil, Oficial (2002)
- Ordem de Rio Branco, Brasil, Comendadora (2006) e posteriormente Grã-Cruz (2015)[5]